# Swallow (filme)
Swallow (bra: Devorar; prt: Swallow - Distúrbio) é um filme de suspense psicológico de 2019, escrito e dirigido por Carlo Mirabella-Davis. É estrelado por Haley Bennett, Austin Stowell, Elizabeth Marvel, David Rasche e Denis O'Hare. A trama acompanha uma jovem que, sufocada emocionalmente em seu casamento e na vida doméstica, desenvolve um impulso de consumir objetos não comestíveis. 
O filme teve sua estreia mundial no Festival de Cinema de Tribeca em 28 de abril de 2019. Foi lançado na França em 15 de janeiro de 2020 pela UFO Distribution e nos Estados Unidos em 6 de março de 2020 pela IFC Films.

## Premissa
Hunter parece levar uma vida perfeita ao lado de seu marido, Richie. No entanto, ela se vê presa ao papel de mulher-objeto. Assim que engravida, desenvolve um transtorno alimentar incomum, chamado síndrome de pica, caracterizado pela ingestão de objetos não comestíveis.

## Elenco
- Haley Bennett como Hunter Conrad
- Austin Stowell como Richie Conrad
- Elizabeth Marvel como Katherine Conrad
- David Rasche como Michael Conrad
- Denis O'Hare como William Erwin
- Lauren Vélez como Lucy
- Zabryna Guevara como Alice
- Laith Nakli como Luay
- Babak Tafti como Aaron
- Nicole Kang como Bev

## Produção

### História e desenvolvimento
Em setembro de 2016, foi anunciado que Carlo Mirabella-Davis dirigiria o filme com base em um roteiro escrito por ele mesmo. Ele se inspirou no transtorno obsessivo-compulsivo (TOC) de sua avó para criar a história de uma dona de casa grávida que desenvolve a síndrome de pica, um distúrbio que a leva a ingerir objetos inanimados. Mirabella-Davis explicou que sua avó criou vários rituais de controle devido ao seu casamento infeliz e à crescente sensação de impotência em sua vida. Eventualmente, ela foi internada em uma instituição psiquiátrica, onde passou por tratamentos como eletrochoque, terapia de choque com insulina e uma lobotomia não consensual. Inicialmente, ele queria fazer um filme sobre a experiência de sua avó, mas percebeu que lavar as mãos repetidamente, seu principal sintoma de TOC, não seria algo muito cinematográfico. Por isso, decidiu focar na síndrome de pica e explorar a atração que as pessoas com essa condição sentem por ingerir objetos.
Mynette Louie e Mollye Asher foram confirmadas como produtoras do filme, junto com as empresas Syncopated Films e Standalone Productions. Em maio de 2018, Haley Bennett, Austin Stowell, Elizabeth Marvel, David Rasche e Denis O'Hare se juntaram ao elenco. Carole Baraton e Frédéric Fiore também foram anunciados como produtores, sob os selos Charades e Logical Pictures, respectivamente. Joe Wright, Bennett, Constantin Briest, Johann Comte, Pierre Mazars, Eric Tavitian e Sam Bisbee foram creditados como produtores executivos.

### Filmagens
As filmagens começaram em 28 de abril de 2018. O filme foi gravado em uma casa de vidro em Highland, Nova York, às margens do Rio Hudson, além de uma fazenda próxima. Mirabella-Davis escolheu a casa por sua aparência que remete aos filmes de Alfred Hitchcock. Ele também comparou o rio próximo a um "mood ring", representando liberdade, poder e perigo — um contraste marcante com a vida de impotência que a protagonista Hunter enfrenta.
Em uma entrevista de 2020, a designer de produção Erin Magill afirmou que a estética geral e a identidade visual marcante do filme foram inspiradas em produções como Safe e Rosemary's Baby. Ela também citou como referência o trabalho de fotógrafos renomados, como Tina Barney, Philip-Lorca diCorcia e Gregory Crewdson.

## Recepção
Swallow teve sua estreia mundial no Festival de Cinema de Tribeca em 28 de abril de 2019, onde Bennett recebeu o prêmio de Melhor Atriz. Pouco depois, a IFC Films adquiriu os direitos de distribuição para os Estados Unidos. O filme foi lançado na França em 15 de janeiro de 2020 pela UFO Distribution, e nos Estados Unidos em 6 de março de 2020. Ele empatou como o filme de maior bilheteira nos EUA na semana de 17 de abril de 2020, embora tenha arrecadado apenas US$ 2.490 em alguns cinemas drive-in durante a pandemia de COVID-19, com um total de US$ 31.646 em sua exibição de sete semanas até aquele momento.

### Resposta da crítica
No agregador de críticas Rotten Tomatoes, o filme tem 87% de aprovação, com base em 143 avaliações, possuindo uma classificação de 7,4/10. O consenso crítico do site diz: "A abordagem incomum de Swallow para explorar o tédio da vida doméstica se destaca graças a uma história bem contada e à atuação poderosa de Haley Bennett no papel principal." O Metacritic, que possui uma média ponderada, deu ao filme uma classificação de 65 em 100, com base em 22 resenhas, indicando "críticas geralmente favoráveis".
Justine Smith, do RogerEbert.com, deu 3,5 de 4 estrelas para Swallow e descreveu o filme como "um terror implacável que evoca uma alienação profunda e dismorfia" e "bem diferente das histórias de empoderamento feminista que terminam em vinganças sangrentas". Ela elogia o longa por subverter os clichês típicos do terror e retratar o horror íntimo de uma mulher lutando pelo controle sobre seu próprio corpo. Smith também destaca o trabalho do diretor Carlo Mirabella-Davis, que constrói uma experiência inquietante e envolvente, e a atuação de Haley Bennett no papel de Hunter, ressaltando sua capacidade de transmitir um turbilhão interno de emoções enquanto mantém uma aparência serena. Em sua conclusão, Smith afirma que Swallow é um filme forte e instigante, classificando-o entre os "melhores filmes sobre a luta pela autonomia feminina na era contemporânea."
Escrevendo para o The New York Times, Kristen Yoonsoo Kim elogia a atuação de Haley Bennett, mas considera os elementos de terror corporal de Swallow nauseantes e acredita que a explicação psicológica por trás das ações de Hunter não é suficientemente esclarecedora. Ela reconhece que o filme evita o sensacionalismo típico do terror corporal e tenta relacionar a necessidade de controle de Hunter a um trauma do passado. No entanto, sente que a execução deixa a desejar e conclui que Swallow não acrescenta nada de realmente novo ao gênero de mulheres à beira de um colapso nervoso.
Katie Rife, do The A.V. Club, descreve Swallow como uma versão sofisticada de My Strange Addiction. Rife destaca o visual impressionante do filme e elogia a atuação de Haley Bennett, afirmando que seu desempenho eleva a produção para além de um simples "show de horrores."
Kimber Myers, do Los Angeles Times, elogiou a atuação da protagonista e os temas feministas do filme. Myers compara o estilo e os temas de Swallow aos trabalhos de Todd Haynes e aos melodramas de Douglas Sirk, destacando o uso de cores saturadas, móveis de meados do século XX e a narrativa de uma mulher tentando escapar de sua vida. Ela observa que o filme pode ser difícil de assistir em alguns momentos, mas ressalta que é "psicologicamente profundo e totalmente genuíno", mesmo com sua estética altamente estilizada ao retratar o mundo interior complexo da protagonista.
Entre as opiniões divergentes, o crítico Barry Hertz, do The Globe and Mail, escreveu que "Mirabella-Davis trata o comportamento de Hunter com excesso de cuidado — é um transtorno que o filme apresenta como algo para ser encarado com espanto e repulsa, em vez de com compreensão ou empatia."